# 学校法人獨協学園
学校法人獨協学園（がっこうほうじんどっきょうがくえん）は、日本の学校法人。獨協大学、獨協医科大学、姫路獨協大学など諸学校の設置者である。

## 沿革

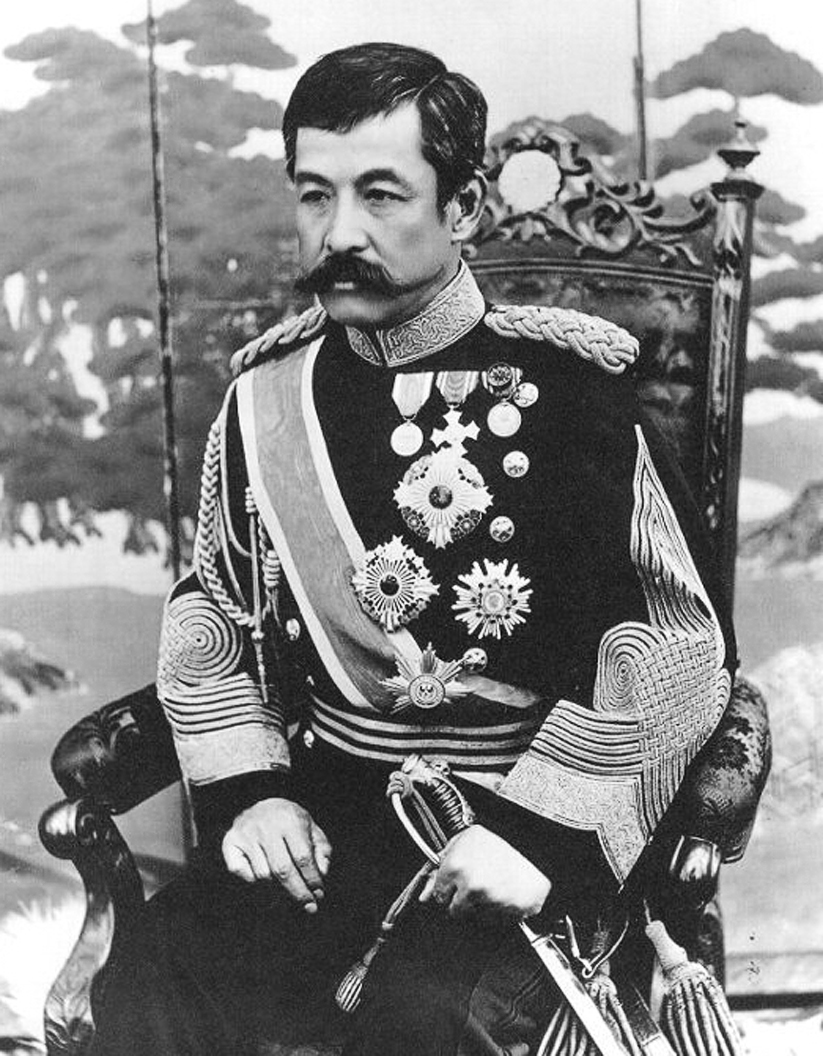
獨逸学協会会長・総裁の北白川宮能久親王。

### 略歴
埼玉県草加市に本拠を置く学校法人獨協学園の源流は、19世紀に遡る。当時世界の最尖端であったドイツ文化を取り入れるため、国策で1881年9月18日、独逸学協会（ドイツがくきょうかい; Verein für deutsche Wissenschaften）が東京麹町に設立された。国策機関ということもあって初代総裁は北白川宮能久親王が就任している。1883年には獨逸学協会学校が開設された。
独逸学協会には西周や加藤弘之などの啓蒙学者が設立に関与したため、建学の精神的支柱にドイツ啓蒙主義を置いていた。他にも、
品川弥二郎、井上毅、青木周蔵、桂太郎、平田東助、伊藤博文ら明治時代の政治や外交の第一線で活躍した面々も名を連ねている。中でも学校運営を中心的に担っていたのは品川弥二郎とされている。当初は普通科のみで翌年からは上級教育を行う専修科が設置された。また、宮内省から後に文部省と司法省から補助金が出ていた（ただし、その額は決して多くはない）。こうした配慮によって独逸学協会学校専修科は九大法律学校の1つに数えられるようになる。だが、帝国議会開始後に財政難と民党の反対によって政府からの補助金が打ち切られたこと、文部省が帝国大学においてドイツ学を充実させる方針（東京帝国大学における独法科・独文科設置）に転換して、私学にあたる獨逸学協会学校を支援することに消極的になったこと、協会幹部や歴代校長が政府高官や著名な学者（初代:西周・2代:桂太郎・3代:加藤弘之）が占められて長期的な視野で経営できる経営者がいなかったこと、設立経緯から官吏育成を目的としていたが、実際には高等文官試験における帝国大学出身者並みの待遇が実現されず、結果的に有松英義ら数名しか合格できなかったことによって専修科存続の意義は無くなったと判断されて1895年に専修科は廃止されて組織は東京帝国大学独法科に吸収された。これによって後に民間への人材輩出に力を注いで私立大学へと発展した他の法律学校とは違う方向に向かうことになる。その後、4代校長には教員出身のドイツ語学者大村仁太郎が起用されて中学校としての道を歩むことになった。
第一次世界大戦で日本がドイツとの国交を断絶し、両国が戦争を開始すると、その時局に乗じた一部の勢力からは独逸学協会の廃止論が出た。これは当時の時流という問題もあるものの、創立期に国家の保護を受けた事で却って自立した教育機関としての組織作り・学校経営が疎かになってしまったためのつけでもあった。
更に第二次世界大戦の敗北で、ドイツと日本が相次いで崩壊し、日本に於ける旧来のドイツ式法体系や教育制度が戦勝国アメリカ式に取って代わるようになると、学校そのものの存在意義も問われるようになった。1947年、財団法人独逸学協会を財団法人独協学園へ、また独逸学協会学校を独協中学校と名称変更する。その際、「独協」の意味する内容を独逸学協会の略称としての獨協から、「独立協和」の略語としての独協と読み替えることにした。その後、教育基本法や学校教育法が施行されると財団法人独協学園を学校法人化して危機を乗り切ろうとした。しかし、法人内での分裂騒動や教員生徒と法人の対立など学校の再建はなかなか進まなかった。1953年に「独協」の表記がOBや学校関係者の要求によって旧の「獨協」表記に戻された（現在の「学校法人獨協学園」及び「獨協中学校・高等学校」の校名の呼称確定）のもこの混乱を象徴する事件の1つである。危機感を募らせた独逸学協会学校出身者でカント哲学者の天野貞祐が1952年に獨協中学校・高等学校長に就任すると学校再建が本格的に動き出すことになる。中学校及び高等学校の再建に目処が立った1964年に、再び天野貞祐を中心に獨協大学が埼玉県草加市に設置され、中学校から大学までの教育体制が整うこととなった。1973年に栃木県壬生町に獨協医科大学が設置された。1987年には兵庫県姫路市の誘致により、日本初の公私協力方式で姫路獨協大学を設置した。

### 年表
- 1881年 - 西周、桂太郎、加藤弘之らが独逸学協会を設立。
- 1883年 - 独逸学協会学校設立。初代校長に西周が就任。
- 1887年 - 第2代校長に桂太郎が就任。
- 1890年 - 第3代校長に加藤弘之が就任。
- 1947年 - 独逸学協会の名称を財団法人獨協学園に変更し、校名を獨協中学校に改称。
- 1948年 - 新制の獨協中学校・高等学校が発足。
- 1952年 - 第13代校長に天野貞祐が就任。
- 1964年 - 獨協大学を埼玉県草加市に開学（外国語学部ドイツ語学科、英語学科、経済学部経済学科）。初代学長に天野貞祐が就任。
- 1966年 - 獨協大学経済学部に経営学科を新設。
- 1967年 - 獨協大学法学部法律学科を新設。獨協大学外国学部にフランス語学科を新設。学校法人獨協学園理事長に関湊が就任。
- 1973年 - 獨協医科大学を栃木県壬生町に開学。
- 1974年 - 獨協医科大学附属高等看護学院（現在の獨協医科大学附属看護専門学校）を開学。獨協医科大学病院を開院。
- 1977年 - 獨協大学大学院法学研究科を新設。
- 1979年 - 獨協医科大学大学院医学研究科を新設。
- 1980年 - 獨協埼玉高等学校を埼玉県越谷市に開校。
- 1983年 - 獨協学園創立100周年記念式典を挙行。
- 1984年 - 獨協医科大学越谷病院を開院。
- 1986年 - 獨協大学大学院外国語研究科を新設。
- 1987年 - 姫路獨協大学を兵庫県姫路市に開学（外国語学部ドイツ語学科、英語学科、中国語学科、日本語学科、法学部法律学科）。法人事務所所在地を埼玉県草加市学園町1番1号に変更。
- 1989年 - 獨協大学大学院法学研究科に博士課程を新設。姫路獨協大学経済情報学部を新設。
- 1990年 - 獨協大学大学院経済学研究科経済・経営情報専攻修士課程、外国語研究科にフランス語専攻修士課程、英語学専攻博士課程、ドイツ語学専攻博士課程を新設。
- 1991年 - 姫路獨協大学大学院言語教育研究科修士課程を新設。姫路獨協大学大学院法学研究科修士課程を新設。
- 1993年 - 獨協大学大学院経済学研究科に博士課程を新設。姫路獨協大学大学院経済情報研究科修士課程を新設。
- 1994年 - 獨協大学大学院外国語学研究科にフランス語専攻博士課程を新設。
- 1999年 - 獨協大学外国語学部に言語文化学科、法学部に国際関係法学科を新設。
- 2000年 - 姫路獨協大学経済情報学部に経営情報学科を新設。
- 2001年 - 獨協埼玉中学校を埼玉県越谷市に開校。
- 2003年 - 獨協学園創立120周年記念式典を挙行。
- 2004年 - 獨協大学法科大学院を新設。姫路獨協大学法科大学院を新設。
- 2005年 - 獨協大学大学院外国語研究科に日本語教育専攻修士課程を新設。姫路獨協大学外国語学部にスペイン語学科、韓国語学科を新設。
- 2006年 - 姫路獨協大学医療保健学部を新設。獨協医科大学日光医療センターを開院。
- 2007年 - 獨協大学国際教養学部を新設。獨協医科大学看護学部を新設。姫路獨協大学薬学部を新設。
- 2008年 - 獨協大学法学部に総合政策学科を新設。姫路獨協大学外国語学部に外国語学科を新設。
- 2009年 - 獨協大学外国語学部に交流文化学科を新設。
- 2011年 - 獨協医科大学助産学専攻科を新設。

## 設置している諸学校

### 大学
- 獨協大学
- 獨協医科大学
- 姫路獨協大学

### 専門学校
- 獨協医科大学附属看護専門学校

### 高等学校
- 獨協高等学校
- 獨協埼玉高等学校

### 中学校
- 獨協中学校
- 獨協埼玉中学校

## 不祥事

### 法人税申告漏れ
2008年度の関東信越国税局の税務調査にて、獨協医科大学での受託研究の人件費計上ミスなど、傘下の学校での経理ミスが見つかったため、2008年3月期までの7年分として総額11億1900万円の申告漏れが指摘された。その結果、獨協学園は2億円超を追徴課税されたが、学園側は修正申告に応じ、その全額を納付した。